# Boża Łaska
Boża Łaska – dawna kolonia. Tereny, na których leżała, znajdują się obecnie na Białorusi, w obwodzie witebskim,  w rejonie miorskim, w sielsowiecie Uźmiony.

## Historia
W czasach zaborów w gminie Leonpol, w powiecie dzisieńskim, w guberni wileńskiej Imperium Rosyjskiego.
W latach 1921–1945 kolonia leżała w Polsce, w województwie wileńskim, w powiecie dziśnieńskim (od 1926 w powiecie brasławskim), w gminie Leonpol.
Według Powszechnego Spisu Ludności z 1921 roku zamieszkiwało tu 27 osób, 3 było wyznania rzymskokatolickiego a 24 prawosławnego. Jednocześnie 21 mieszkańców zadeklarowało polską a 6 białoruską przynależność narodową. Były tu 4 budynki mieszkalne. W 1931 w 4 domach zamieszkiwało 26 osób.
Wierni należeli do parafii rzymskokatolickiej i prawosławnej w Leonpolu. Miejscowość podlegała pod Sąd Grodzki w Drui i Okręgowy w Wilnie; właściwy urząd pocztowy mieścił się w Leonpolu.